# LaMia
LaMia, pour Línea Aérea Mérida Internacional de Aviación, était une compagnie aérienne bolivienne dont le siège se trouvait à Santa Cruz de la Sierra.

## Historique
La compagnie a été fondée en 2009 au Venezuela.
En novembre 2015, LaMia déménage en Bolivie. À ce moment, sa flotte comprend trois avions RJ-85.
À la fin de 2016, à la suite du crash du vol 2933, le gouvernement bolivien suspend la licence de vol de LaMia.

## Flotte

### Historique de la flotte
Lorsque LaMia était une compagnie vénézuélienne, les appareils suivants étaient exploités :
- 1 ATR 72-100 — repris par Swiftair en 2010
- 4 Avro RJ85 — un détruit le 29 novembre 2016, un stocké, deux retirés du service

Au 29 novembre 2016, la flotte de la compagnie comprenait les appareils suivants:
| Avion     | En service | Pilotes | Nombre de passagers |
| --------- | ---------- | ------- | ------------------- |
| Avro RJ85 | 2          | —       | 128                 |

## Accident
Dans la nuit du 28 au 29 novembre 2016 à environ 23h42 (heure de Bogotá), le vol 2933 de la compagnie LaMia Airlines, qui transportait 77 passagers, composé principalement de joueurs de football brésiliens de l'équipe Chapecoense, s'écrase à proximité de La Unión, en Colombie. Sur les 77 passagers, 71 sont décédés. Miguel Quiroga, l'un des pilotes de l'avion, était propriétaire d'une partie de la compagnie aérienne.
L'avion accidenté était le seul des trois avions RJ-85 de la flotte de LaMia Airlines en état de vol. Les deux autres étaient en cours de maintenance à Cochabamba.